# Bielany (gmina)
Bielany (do 1954 gmina Kowiesy) – gmina wiejska w województwie mazowieckim, w powiecie sokołowskim. W latach 1975–1998 gmina położona była w województwie siedleckim.
Oficjalna siedziba gminy to Bielany (nie istnieje taka miejscowość), choć urząd gminy znajduje się we wsi Bielany-Żyłaki.
Według danych z 30 czerwca 2006 gminę zamieszkiwało 3854 osób. Natomiast według danych z 31 grudnia 2023 roku gminę zamieszkiwało 3475 osób.
5 października 1973 od gminy Bielany odłączono sołectwo Dziegietnia, włączając je do gminy Sokołów Podlaski.

## Struktura powierzchni
Według danych z roku 2002 gmina Bielany ma obszar 109,6 km², w tym:
- użytki rolne: 78%
- użytki leśne: 17%

Gmina stanowi 9,69% powierzchni powiatu.

## Demografia

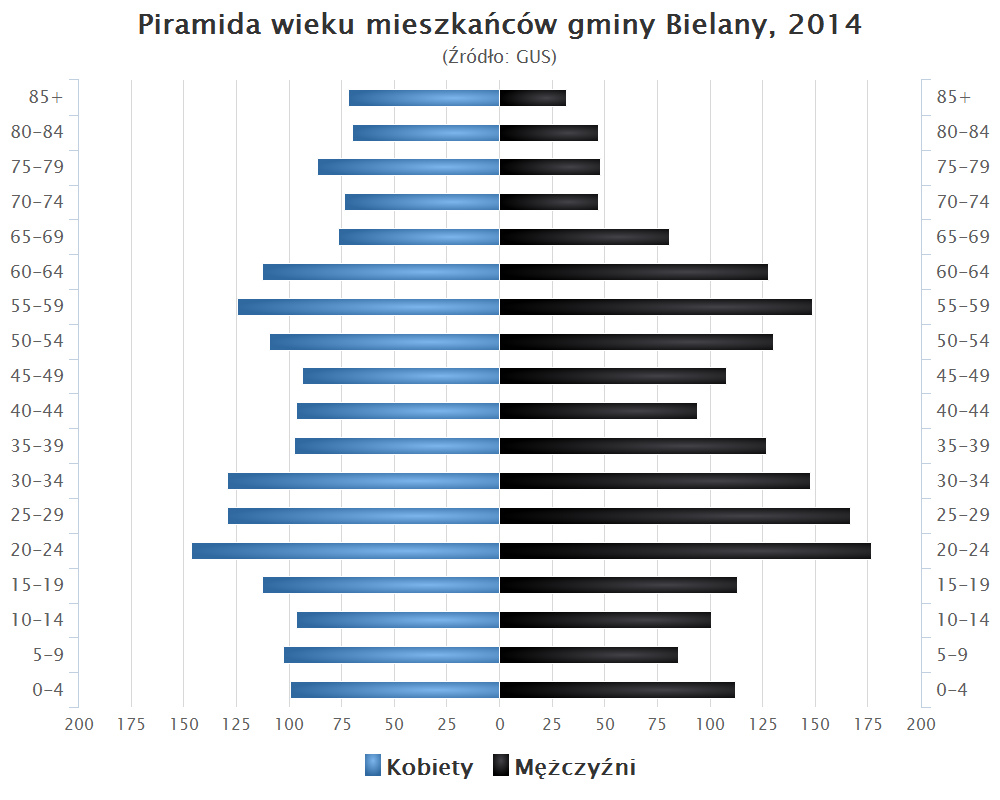
Piramida wieku mieszkańców gminy Bielany w 2014 roku

Dane z 30 czerwca 2004:
| Opis                              | Ogółem | Ogółem | Kobiety | Kobiety | Mężczyźni | Mężczyźni |
| --------------------------------- | ------ | ------ | ------- | ------- | --------- | --------- |
| jednostka                         | osób   | %      | osób    | %       | osób      | %         |
| populacja                         | 3919   | 100    | 1927    | 49,2    | 1992      | 50,8      |
| gęstość zaludnienia (mieszk./km²) | 35,8   | 35,8   | 17,6    | 17,6    | 18,2      | 18,2      |

## Sołectwa
Bielany-Jarosławy, Bielany-Wąsy, Bielany-Żyłaki, Błonie Duże, Błonie Małe, Brodacze, Dmochy-Rętki, Dmochy-Rogale, Korabie, Kowiesy, Kożuchów, Kożuchówek, Księżopole-Budki, Księżopole-Komory, Kudelczyn, Paczuski, Patrykozy, Patrykozy-Kolonia, Rozbity Kamień, Ruciany, Ruda-Kolonia, Sikory, Trebień, Wańtuchy, Wiechetki Duże, Wiechetki Małe, Wojewódki Dolne, Wojewódki Górne, Wyszomierz.
Miejscowość bez statusu sołectwa: Urbanki

## Sąsiednie gminy
Liw, Mokobody, Paprotnia, Repki, Sokołów Podlaski, Suchożebry,